# Енчева, Люба
Лю́ба Атана́сова Е́нчева (болг. Люба Атанасова Енчева; 9 августа 1914, София, Болгария — 4 августа 1989, там же) — болгарcкая пианистка и педагог. Народная артистка НРБ.

## Биография
Училась в Париже у Марселя Чампи и в Берлине у Эдвина Фишера. Много концертировала и как сольная исполница, и в сопровождении оркестров. Выступала вместе с Владимиром Аврамовым, Василом Стефановым, Недялкой Симеоновой и другими музыкантами. Много гастролировала. С 1947 года преподавала в Болгарской консерватории, где в 1963 году становится профессором. Среди учеников: Антон Диков, Николай Евров и другие. В 1982—1983 годах преподавала в Токийской консерватории.

## Награды
- 1936 — 2-я премия Международного конкурса певцов и инструменталистов в Вене
- 1952 — Димитровская премия
- 1979 — Народная артистка НРБ